# BCG 백신
BCG 백신(Bacillus Calmette–Guérin (BCG) vaccine)은 주로 결핵(TB)에 대항하여 사용되는 백신이다. 결핵이나 나병이 일상화된 국가에서 건강한 유아에게 가능한 출생에 가까운 시기에 1도스(dose)가 권고된다. 결핵이 일상화되지 않은 지역에서는 고위험군의 유아들만이 일반적으로 주사를 통해 면역력을 가지는 반면 결핵 의심 사례의 경우 개별적으로 검사되고 치료된다. 결핵이 없고 과거 면역된 적이 없으나 자주 노출되는 성인 또한 주사를 통해 면역력을 가질 수 있다. BCG는 또한 브룰리 궤양 감염 및 기타 비결핵성마이코박테륨 감염에 대항하여 일부 효력이 있다. 게다가 방광암 치료의 일부로 사용되기도 한다.
결핵 감염에 대한 보호 비율은 다양하며 보호는 최대 20년까지 지속된다. 백신 투여를 통해 어린이들 가운데 감염되고 있는 인원 중 약 20%가 예방되며, 감염된 인원의 경우 절반이 발전 중인 질병으로부터 보호된다. 이 백신은 피부로 주사되어 투여된다. 추가 도스(dose)가 증거로서 효력이 인정되지 않는다.
심각한 부작용은 드문 편이다. 주사 부위에 적열, 부어오름, 약한 정도의 불편함이 있기도 하다. 치료 후 일부 상처와 함께 작은 궤양이 형성될 수도 있다. 면역 기능이 저하된 사람에게 부작용이 더 일반적이고 잠재적으로 더 악화되는 경향이 있다. 임신 중에 복용하는 것은 안전하지 않다. 이 백신은 원래 암소에서 흔히 볼 수 있는 소결핵균에서 개발된 것이다. 약화시키긴 했으나 여전히 생백신으로 간주된다.
BCG 백신은 1921년 의학적으로 처음 사용되었다. 의료제도에 필수적인 가장 효과적이고 안전한 의약품 목록인 WHO 필수 의약품 목록에 등재되어 있다. 2011년부터 2014년까지 개발도상국의 도매가는 1도스 기준 $0.16 ~ $1.11 USD였다. 미국에서는 $100에서 $200 USD의 비용이 든다. 2004년 기준으로 이 백신은 전 세계적으로 한 해에 대략 100,000,000명의 어린이들에게 투여된다.

## 같이 보기
- 망투 검사 (Mantoux test)
- MMR 백신 (홍역 measles, 볼거리 mumps, 풍진 rubella)
- B형 간염
- 수두 (chickenpox, varicella)

- 대상포진 (shingles)

- DPT 백신 (디프테리아 diphtheria, 백일해 pertussis, 파상풍 tetanus)
- 소아마비 (polio)

- 소아마비 백신